# Lotsstyrelsen

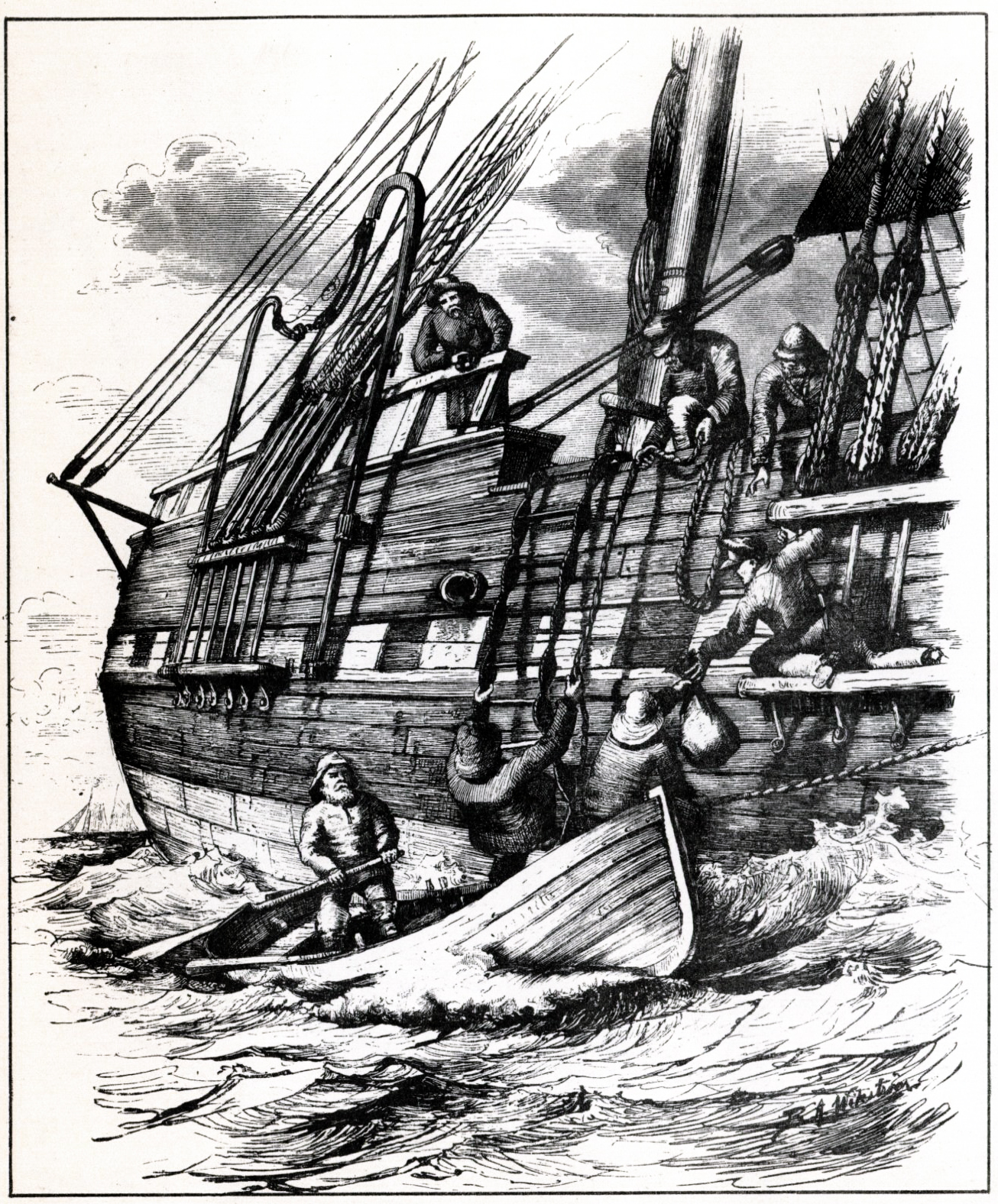
Lotsen går ombord på en skonare. Xylografi i Ny illustrerad tidning (1883)

Lotsstyrelsen, eller Kungl. Lots-Styrelsen, senare Kungliga Lotsverket, var ett svenskt civilt ämbetsverk 1873-1955, som hade till uppgift att ha översyn över det svenska lotsväsendet. 
Verket bildades 1873, då det avknoppades från det militära ämbetsverket Amiralitetskollegium. Det upphörde den 31 december 1955, då dess uppgifter övergick till det nybildade Sjöfartsstyrelsen, ett ämbetsverk vilket i sin tur ombildades 1969 till Sjöfartsverket.
Inom Lotsverkets ansvarsområde låg lots- och fyrinrättningarna, utprickning och sjömärken samt  "livräddninganstalterna för skeppsbrutna längs rikets kuster".

## Chefer
- 1873–1875: ???
- 1875–1880: Carl Gustaf von Otter
- 1880–1919: ???
- 1919–1936: Erik Hägg
- 1936–1956: ???